# Monastero di Kirchberg
Il monastero di Kirchberg (in tedesco Kloster Kirchberg) è un monastero domenicano sito a Sulz am Neckar nel circondario di Rottweil, nel Baden-Württemberg, in Germania.
Il monastero fu fondato da Burkhard III di Hohenberg per una comunità di suore agostiniane, ma assegnato alle domenicane nel 1245 da Papa Innocenzo IV. Entrato nei possedimenti degli Asburgo e divenuto un'enclave austriaca, venne soppresso nel 1806 in seguito alla Pace di Presburgo. Divenuto una scuola agraria, tornò ad essere un luogo di culto e raccoglimento nel 1956.